# 帕劳 (萨萨里省)

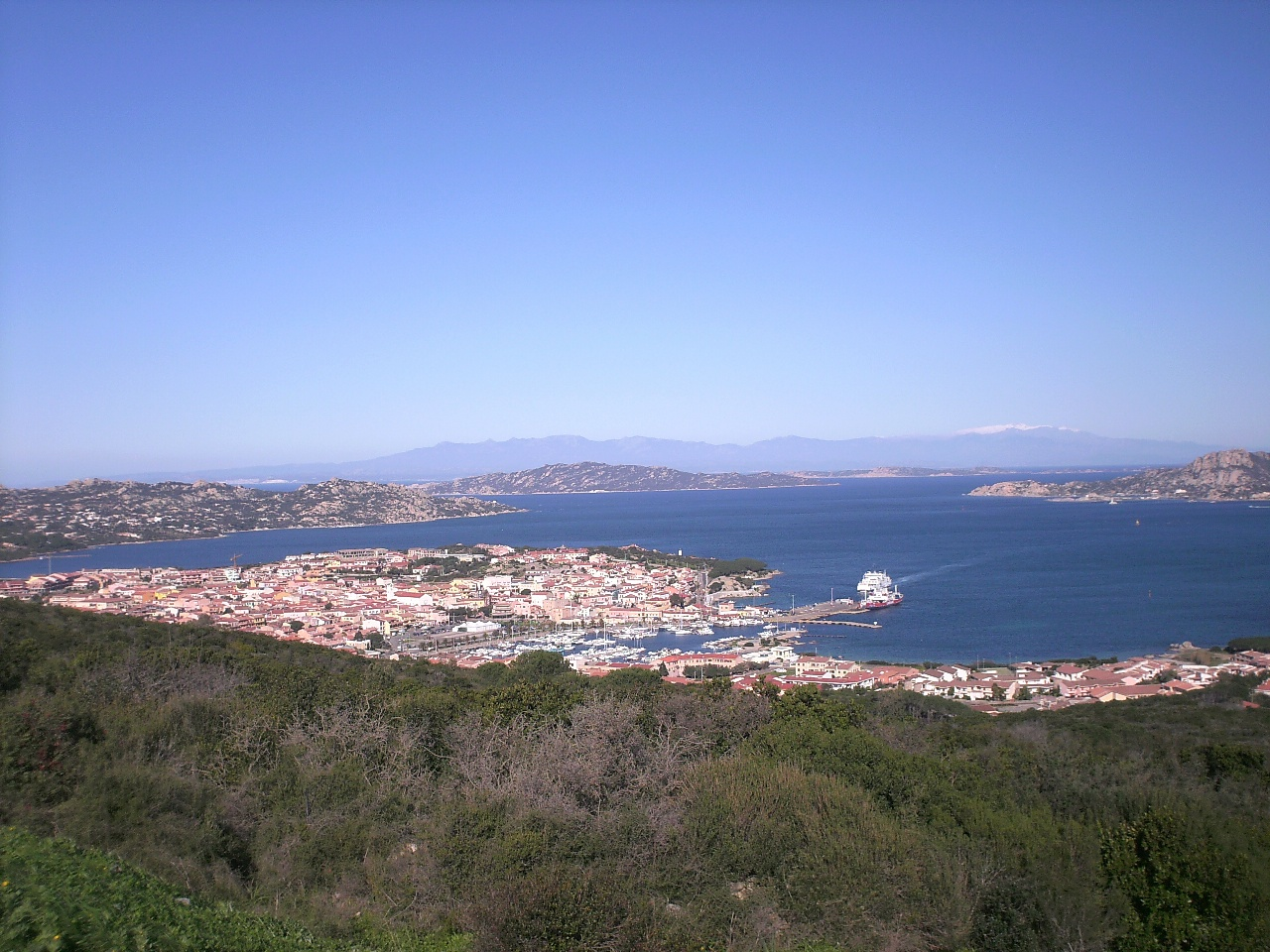
全景图

帕劳（義大利語：Palau）是意大利撒丁大区薩薩里省内的市镇，位于大区首府卡利亚里北边约220公里处。面积为44.4平方公里，人口数量为4,163人（2013年）。在1959年之前为滕皮奥保萨尼亚市镇的一个分区。